# Geobacter metallireducens
El Geobacter metallireducens és un bacteri gramnegatiu que fa la funció inversa a la dels lixiviadors, és a dir, immobilitzen, pot servir per exemple per precipitar urani en aigua.
 S'utilitza per digerir els residus d'urani.
Geobacter metallireducens va ser descobert per Derek Lovely a UMass Amherst el 1993. Es tracta d'un bacteri reductor de ferro i s'ha pensat que el microbi podria utilitzar-se per tractar llocs industrials on s'han format “complexos metàl·lics de cianur” per contaminar el lloc. Aquest microbi només creix un flagel quan es necessita, com quan l'entorn no és del seu gust. Geobacter metallireducens es converteix en mòbil quan és necessari.
El genoma de Geobacter metallireducens té una longitud cromosòmica de 3.997.420 bp. Té un cromosoma bacterià circular, és a dir, no hi ha extrems lliures d'ADN. La forma és aproximadament semblant a la d'un ou. Geobacter metallireducens també té un contingut de GC del 59,51%. El plasmidi té un contingut més baix en GC, del 52,48% i té una longitud de 13.762 pb. El plasmidi codifica una proteïna estabilitzant, RelE / ParE, que permet a Geobacter metallireducens adaptar-se i prosperar en diferents i noves condicions ambientals.